# Ludwig Wilding
Ludwig Wilding (19 de maio de 1927 - 4 de janeiro de 2010) foi um artista alemão, cujo trabalho está associado à Op art e à arte cinética.  Nasceu em Grünstadt, na Alemanha e estudou na Escola de Arte da Universidade de Mainz.

## Obras
O trabalho de Wilding é caracterizado pela estrutura em três dimensões que criam mudança de padrões com o uso tanto do preto como do branco. Suas obras foram apresentadas no Museu de Leverkusen (1953), na Zimmergallery, em Frankfurt (1958) e também no Studio F, na cidade de Ulm (1965). Está incluso em seu trabalho a obra "The Responsive Eye", no Museu de Arte Moderna de Nova York (1967), "Eyes, Lies and Illusions", na Hayward Gallery, Londres ,(2004) e "Optic Nerve: Perceptual Art of the 1960s, no Museu de Arte de Columbus, em Ohio (2007). 